# Physalis angustiloba
Physalis angustiloba är en potatisväxtart som beskrevs av Umaldy Theodore Waterfall. Physalis angustiloba ingår i släktet lyktörter, och familjen potatisväxter. Inga underarter finns listade i Catalogue of Life.